# البستكية
25°15′50″N 55°18′0″E / 25.26389°N 55.30000°E

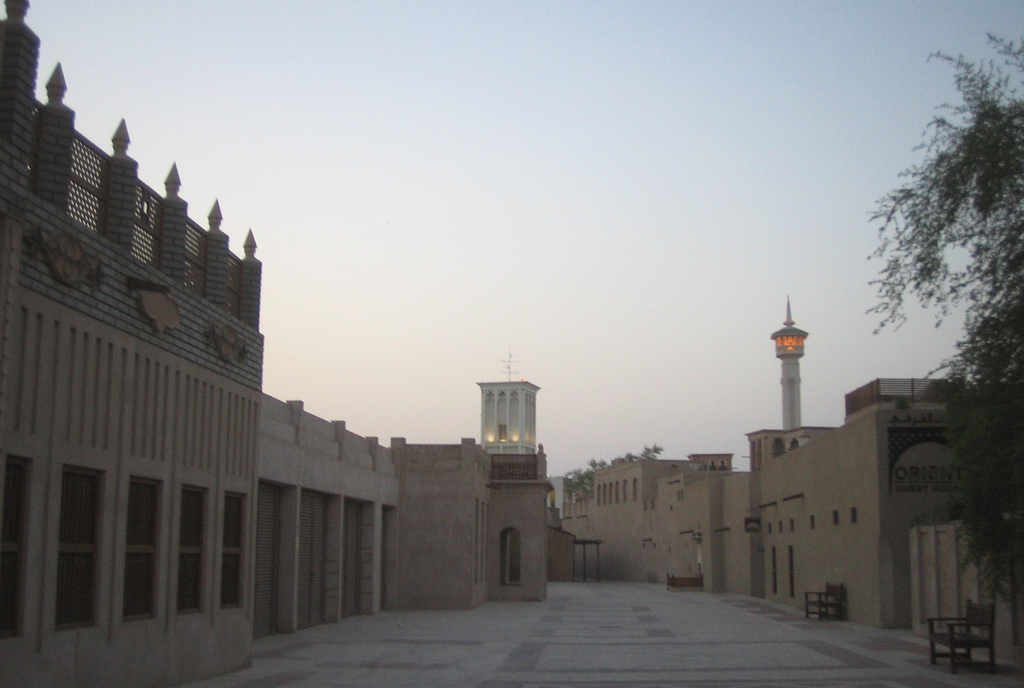
حي البستكية التاريخي في دبي.

حي البستكية التاريخي في دبي.

 البستكية  حي تاريخي من أحياء دبي. حالياً تعرف باسم: «حي الفهيدى التاريخي» شرقي المدينة في بر دبي.
« البستكية » تمثل أحد المعالم التاريخية التي تميز مدينة دبي، وتمتد محاذية للخور لمسافة 300 م وبعمق 200م نحو الجنوب، وتبلغ مساحتها حالياً 38000 م مربع، وتحتوي على مبان تقليدية من طابق أو طابقين ذات قيمة تاريخية. 

## الأهمية التاريخية
يعود تاريخ إنشاء المنطقة إلى حوالي عام 1890 م، وتعتبر من أعرق أحياء مدينة دبي القديمة، حيث إن التراث العمراني فيها يوجد على هيئة مبان منفصلة، أو على شكل مجموعة من المباني، وقد كانت تسكنها عائلات غنية قدموا من مقاطعة بستك، في محافظة هرمزگان في جنوب إيران.
المسمى بـ(شيبكوه) أو بر فارس. وقد كانت تلك العائلات ثرية وقادرة على الحفاظ على تلك المباني الجميلة بحالة جيدة.

## وجه التسمية
لقد هاجروا مجموعة من العائلات الثرية من مناطق مختلفة من بر فارس منها (بندر لنجة) و(بستك)و (عوض) وغيرهم إلى الساحل الغربي للخليج العربي. أوائل في بر فارس وصلوا إلى مدينة دبي في حدود عام 1850 م، منهم من سكن الشندغة في بادئ الأمر ك(عائلة آل كاظم الكندي)، ومنهم من سكن مناطق أخرى ك(عائلة القرق)، والبعض الآخر وصلوا بنهاية عام 1890م. أما السواد الأعظم منهم سكنوا المنطقة التي تعرف بـ(البستكية)، لقد اشتروها بحر مالهم فأصبحت تطلق على المنطقة (محلة البستكية) أو (فريج البسكتية) باللهجة المحلية الدارجة. نسبة إلى غالب أهلها «عائلات بستكية» وهم أناس أصولهم عربية سنية سكنوا « منطقة بستك » وتعني (المنطقة المغلقة) الواقعة بين الجبال الشاهقة. حيث أنها تحيط بها الجبال من الجهات الأربعة. أوائلهم جاءوا لتوسعة تجارتهم وحفاظاً على دينهم من الصفويون، أما من جاء بعد مدة طويلة هربوا من الصفويون وخلع الحجاب، كان لهم تجارة واسعة على الساحل الشرقي للخليج العربي، وبالأخص في المواني الساحلية كميناء بندر لنجة وبندر خمير. وكانت سفنهم تجوب البحار بدءاً من ميناء بندر لنجة حتى تصل إلى بومبي وكراتشي وممباسا بإفريقيا. لقد نقلوا تجارتهم بشكل رسمى إلى مواني دبى في عام 1920 م.
وقد كانت تلك العائلات ثرية وقادرة على الحفاظ على تلك المباني بحالة جيدة، وكانت تلك البيوت تبدو عليها علامات الثراء الفاحش لأصحابها في تلك الحقبة، لذلك سميت بـ(البستكية).  

## البستكية في مجلة العربي الكويتية
ذكرت مجلة العربي الكويتية في عددها (181) مايلي:(في الوقت الذي أصبحت فيف الضفة الشمالية للخور للخور محط الأنظار في نصاميم العمارة الحديثة، أبقت الضفة الجنوبية للخور على العديد من المباني التاريخية الواقعة في المنطقة التجار القدماء في (منطقة البستكية) على الرغم من التطور المتسارع الذي أصاب هذه الضفة أيضاً. والخطط الحالية ترمى الإبقاء على بية ت البستكية على نمطها المعماري القديم. لاتاحة الفرصة أمام الزائر والمقيم للاطلاع على الماضي. وفعلاً فقد فتحت بعض البيوت امام العامة من الناس.. في حين يجرى ترميم بعض البيوت الأخرى.